# Jubula lettii
Jubula lettii е вид птица от семейство Совови (Strigidae), единствен представител на род Jubula.

## Разпространение
Видът е разпространен в Габон, Гана, Екваториална Гвинея, Камерун, Република Конго, Демократична република Конго, Кот д'Ивоар, Либерия и Централноафриканската република.